# Conus compressus
Espèce
Statut de conservation UICN

 VU A1bc : Vulnérable
Conus compressus est une espèce de mollusques gastéropodes marins de la famille des Conidae.
Comme toutes les espèces du genre Conus, ces escargots sont prédateurs et venimeux. Ils sont capables de « piquer » les humains et doivent donc être manipulés avec précaution, voire pas du tout.

## Description
La taille de la coquille varie entre 25 et 67 mm.

## Distribution
Cette espèce marine est présente au large de l'Australie méridionale.

### Niveau de risque d’extinction de l’espèce
Selon l'analyse de l'UICN réalisée en 2011 pour la définition du niveau de risque d'extinction, cette espèce est présente de Geraldton à Shark Bay, y compris les îles Abrolhos à l'ouest. La zone de l'Australie-Occidentale, où se trouve cette espèce, a récemment (2011) subi une hausse importante de la température de l'eau qui a entraîné une mortalité importante d'individus d'une large gamme d'espèces de mollusques. Sur la base des déclins massifs de population observés d'autres mollusques (Turbo spp , Zoila spp., Haliotis spp.) dans la zone, en tant que produit de l'augmentation extrême et localisée de la température, on soupçonne que cette espèce a connu un déclin de sa population pouvant dépasser 50% dans son aire de répartition très limitée en Australie-Occidentale. Cependant, il n'y a pas d'observation ou de données directes ou empiriques disponibles pour cette espèce. Une La Niña extrême est mise en cause de dans cette augmentation de la température. Cet évènement a depuis cessé mais pourrait survenir de nouveau. En raison de ce déclin de la population dans son aire de répartition restreinte, en adoptant une approche de précaution, cette espèce est inscrite dans la catégorie Vulnérable A1bc.

## Taxonomie

### Publication originale
L'espèce Conus compressus a été décrite pour la première fois en 1866 par le naturaliste, illustrateur et conchyliologiste britannique George Brettingham Sowerby II (1812-1884) dans la publication intitulée « Appendix to monograph of the genus Conus »,.

### Synonymes
- Conus (Floraconus) compressus G. B. Sowerby II, 1866 · appellation alternative
- Conus anemone compressus G. B. Sowerby II, 1866 · non accepté
- Conus atractus Tomlin, 1937 · non accepté
- Conus fusiformis Lamarck, 1810 · non accepté

## GenreConus

### Identifiants taxinomiques
Chaque taxon catalogué par les bases de données biologiques et taxonomiques possède un identifiant qui permet d'établir un point de référence. Les identifiants de Conus compressus dans les principales bases sont les suivants :
AFD : Conus_(Floraconus)_compressus - CoL : 5ZXNJ - GBIF : 6511279 - iNaturalist : 431920 - IRMNG : 11808599 - TAXREF : 155475 - UICN : 192435 - WoRMS : 429368